# 2751 Кембел
2751 Campbell је астероид главног астероидног појаса чија средња удаљеност од Сунца износи 2,405 астрономских јединица (АЈ).
Апсолутна магнитуда астероида је 12,7.